# おはよう24時間
『おはよう24時間』（おはようにじゅうよじかん）は、1982年6月3日から同年9月30日までTBS系列で放送されていたテレビドラマである。テレパックとTBSの共同製作。全18話。放送時間は毎週木曜 20:00 - 20:55 （日本標準時）。

## 概要
東京・台東区池之端にある水道工事会社「アヤベ設備サービス」を主な舞台に、洗面所、台所を専門にデザインを行う室内デザイナーのヒロイン・文美と、その設備工事を行う、父の代から続くアヤベ設備サービスを経営する夫・公の夫婦を中心に、会社の従業員や彼らの周りの人々の日常、哀歓、出来事などを描いた。

## キャスト
- 綾部文美：大原麗子
- 綾部公：あおい輝彦
- 長生東作：山口崇
- 袴田円：水谷良重
- 袴田十九：芦田伸介
- 半（なか）小里（公の母）：赤木春恵
- 親子（ちかこ）：和泉雅子
- 浩太郎：太川陽介
- 佐和子：里見奈保
- ゆき（文美の姉）：香川京子
- 学（ゆきの息子）：宇治正高
- 一恵：佐良直美
- 桃千代：長谷川稀世
- 次郎：岡本信人
- 田口守
- 茅島成美
- 吉田淳子

## スタッフ
- プロデューサー：石井ふく子
- 脚本：服部佳
- 演出：川俣公明
- 音楽：山下毅雄
- 制作：テレパック、TBS

## 楽曲
主題歌「おはよう24時間」
作詞：山田洋次 / 作曲：山下毅雄 / 編曲：前田憲男 / 歌：水谷良重（ワーナー・パイオニア）
挿入歌「朝の空気がゆれる」
作詞：安井かずみ / 作曲：加藤和彦 / 編曲：清水信之、加藤和彦 / 歌：水谷良重（ワーナー・パイオニア）